# Gottfrid Klingner
Carl Gottfrid Klingner, född 6 januari 1872 i Skörstorps socken, död 12 augusti 1936 i Göteborg, var en svensk präst.
Gottfrid Klingner var son till småbrukaren Sven August Kling. Efter mogenhetsexamen i Skara 1895 studerade han teologi vid Uppsala universitet, där bland annat Waldemar Rudin tog sig an honom, och avlade teoretisk teologisk examen 1901 och prästvigdes samma år. Efter tjänstgöring i Skara stift tillträdde Klingner platsen som diakonpastor vid Oscar Fredriks församlingshydda i Göteborg. När denna delades 1908, valdes Klingner till komminister i den nya Masthuggs församling. Från 1918 till sin död var han kyrkoherde där. 1908–1925 var han ledamot av Göteborgs kyrkofullmäktige. 1909 bildade Klingner yngligaföreningen Vi unga, vilken vid sidan av kristen och social verksamhet gymnastik, idrott och friluftsliv hade stor plats. Som präst i Göteborgs främsta sjöfolksförsamling kom Klingner att intressera sig för arbetet bland sjömännen, vilket snart utvidgades till alla utlandssvenskar. Det blev tradition att han varje år reste ut för att predika i svenska kyrkor utomlands, i Norge, Finland, Baltikum och Tyskland. 1925 företog han en resa till svenskbygderna i USA, där han mottogs med entusiasm och kallades till amerikansk hedersdoktor, Han invaldes 1926 som suppleant i överstyrelsen för Riksföreningen för svenskhetens bevarande i utlandet. Som ordförande i ett flertal sociala föreningar i Göteborg fick han under 1920- och 1930-talen ett allt vidare socialt arbetsfält.